# جونينيو (لاعب كرة قدم مواليد 1992)
جونينيو هو لاعب كرة قدم برازيلي في مركز الوسط، ولد في 5 أغسطس 1992 في Presidente Bernardes, São Paulo ‏ في البرازيل. لعب مع باوليستا ونادي غوريتسا ونادي لوميتساني.

## وصلات خارجية
- جونينيو (لاعب كرة قدم مواليد 1992) على موقع Soccerway.com (الإنجليزية)